# Marcius (wants)
Marcius is een geslacht van wantsen uit de familie van de Alydidae (Kromsprietwantsen). Het geslacht werd voor het eerst wetenschappelijk beschreven door Stål in 1865.

## Soorten
Het genus bevat de volgende soorten:

- Marcius convictionis (Distant, 1909)
- Marcius formicinus Bergroth, 1918
- Marcius generosus Stål, 1865
- Marcius inermis Hsiao, 1964
- Marcius longirostris Hsiao, 1964
- Marcius nigrospinosus Ren, 1993
- Marcius ornatulus (Distant, 1908)
- Marcius quinquespinus Stål, 1871
- Marcius sichuananus Ren, 1993
- Marcius trispinosus Hsiao, 1964